# Pandarus satyrus
A Pandarus satyrus az állkapcsilábas rákok (Maxillopoda) osztályának a Siphonostomatoida rendjébe, ezen belül a Pandaridae családjába tartozó faj.

## Tudnivalók
Tengeri élőlény. Mint sok más rokona, a Pandarus satyrus is élősködő életmódot folytat. A gazdaállatai a következők: bronzcápa (Carcharhinus brachyurus), selyemcápa (Carcharhinus falciformis), óceáni fehérfoltú cápa (Carcharhinus longimanus), kékcápa (Prionace glauca), közönséges kutyacápa (Galeorhinus galeus), vaksi pörölycápa (Sphyrna tudes), röviduszonyú makócápa (Isurus oxyrinchus) és fehér cápa (Carcharodon carcharias).